# Karl Mayer-Eymar
Karl David Wilhelm Mayer-Eymar (Marselha, 29 de julho de 1826 — Zürich, 25 de fevereiro de 1907) foi um paleontólogo e geólogo franco-suíço, conhecido pelo seu trabalho de classificação da estratigrafia do Terciário em 12 fases. Nasceu Karl Mayer, mas acrescentou ao seu nome o anagrama Eymar por volta de 1865 para distinguir o seu nome dos outros, tendo também usado a alcunha Terciário Mayer. Foi um grande colecionador de fósseis e descreveu muitas espécies de moluscos fósseis.

## Biografia
Filho do empresário suíço Carl Friederich Mayer e de Elisabeth Maria Fraziska Kunkler, nasceu em Marselha e foi educado em Rennes e Saint-Gal antes de ingressar na Universidade de Zurique em 1846. Trabalhou depois no Museu Nacional de História Natural de França (Muséum national d'histoire naturelle), em Paris, sob a direção de Charles Henry Dessalines d'Orbigny.
Mudou-se para a Escola Politécnica de Zurique em 1858 e tornou-se conservador das colecções, tornando-se professor em 1875. Em 1857, publicou a sua obra mais influente, Versuch einer neuen Klassifikation der Tertiär-Gebilde Europas (Tentativa de uma nova classificação das formações terciárias da Europa), na qual classificou o Terciário europeu em 12 fases, das quais as fases Bartoniana, Aquitaniana, Tortoniana, Astiana e Piacenziana continuam a ser utilizadas. As suas colecções estão depositadas no ETH-Zurich.
Mayer-Eymar estudou geologia e paleontologia em Zurique e Paris, tendo obtido o seu doutoramento em 1866. De 1857 a 1864 e de 1867 a 1896, foi professor particular no Polytechnikum Zürich e curador do coleção geológico-paleontológica da Universidade de Zurique. Como colecionador sistemático, reuniu o gigantesco número de mais de 500 000 fósseis para as colecções do ETH, principalmente moluscos e braquiópodes.
Mayer-Eymar foi Professor Associado de Estratigrafia e Paleontologia na Universidade de Zurique de 1875 a 1906.

## Obras
Entre outras, é autor das seguintes obras:
- Systematisches Verzeichniss der Kreide- und Tertiär-Versteinerungen der Umgegend von Thun nebst Beschreibung der neuen Arten. Bern: Schmidt & Francke, 1887.
- Systematisches Verzeichniss der fossilen Reste von Madeira, Porto Santo und Santa Maria nebst Beschreibung der neuen Arten, Zürich, 1864.